# Chodaki (powiat wieluński)
Chodaki – osada w województwie łódzkim, w powiecie wieluńskim, w gminie Wieluń.
W latach 1975–1998 osada administracyjnie należała do województwa sieradzkiego.